# Бобильовські Виселки
Бобильо́вські Ви́селки (рос. Бобылёвские Выселки, ерз. Бобылевские Выселки) — присілок у складі Краснослободського району Мордовії, Росія. Входить до складу Старогоряшинського сільського поселення.
Населення — 311 осіб (2010; 230 у 2002).
Національний склад (станом на 2002 рік):
- росіяни — 91 %